# Maigret à l'école (téléfilm, 1971)
Pour plus de détails, voir Fiche technique et Distribution.
Maigret à l'école est un téléfilm français réalisé par Claude Barma, qui fait partie de la série Les Enquêtes du commissaire Maigret, d'après le roman homonyme de Georges Simenon. Il a été adapté par Jacques Rémy et Claude Barma. La première diffusion date du 13 février 1971 ; l'épisode, d'une durée de 87 minutes, est en noir et blanc.

## Synopsis
En 1971, à Paris et en Seine-et-Marne (le village de Ranchette, un nom fictif), sur le témoignage d'un de ses élèves, l'instituteur d'un petit village est soupçonné du meurtre d'une vieille femme et placé en détention préventive. Maigret, appelé à la rescousse, mène son enquête sur les lieux du crime.

## Fiche technique
- Titre : Maigret à l'école
- Réalisation : Claude Barma
- Adaptation : Claude Barma et Jacques Rémy
- Dialogues : Jacques Rémy
- Musique : Raymond Bernard
- Directeur de la photographie : Pierre Mareschal
- Ingénieur de la vision : Max Debrenne
- Chefs de plateau : Bob Gélin et Arthur Soppelsa
- Chef éclairagiste : Roger Beaudart
- Costumière : Marie-France Jaumillot
- Décors : Georges Lévy
- Ensemblier : Philippe Combastel
- Cadreurs vidéo : Jacques Guiller, Didier Minier, Jacques Baujard, Marcel Moulinard
- Ingénieur du son vidéo : Claude Marco
- Assistant au son vidéo : Jean Birsanki
- Cadreur film : Jacques de Vasselot
- Ingénieur du son film : Jacques Piétri
- Montage : Jean-Claude Gauthier et Jean-Pierre Roques
- Assistants réalisateur : Jean-Jacques Goron et Jean-Louis Muller
- Script-girl : Michele O'Glor
- Chef de production : Noël Barbe
- Laboratoires : C.T.M. (Gennevilliers)

## Distribution
- Jean Richard : Commissaire Maigret
- Frank Dubreuil : Marcel Sellier
- Michel Tarrazon : Jean-Paul Gastin
- Émile Coryn : Théo
- Jacques Échantillon : Gastin
- Claudine Berg : Madame Dubreuil
- Janine Darcey : Armandine
- Anna Gaylor : Madame Gastin
- Claude Evrard : le lieutenant Daniélou
- Didier Grossman : Joseph Marcellin
- André Haber : Julien Sellier
- Lucien Hubert : Marcellin
- Paul Le Person : Louis Paumelle
- Pierre Leproux : Docteur Bresselles
- Rita Maiden : Marie, la bonne polonaise de Léonie
- Renée Gardès : Léonie
- Françoise Meyruels : Madame Marcellin
- Patrice Pilard : inspecteur Lucas
- Claudine Raffali : Thérèse
- Jacques Ruisseau : Monsieur Ruisseau, l’instituteur
- Jean Rupert : Ferdinand
- Albert Daumergue : le curé (non crédité)

## Autour du téléfilm
- Le téléfilm fut en partie tourné à Morienval dans le département de l'Oise. Les habitants du village sont remerciés de leur concours dans cette réalisation au générique de fin. Les figurants ne sont autres que les résidents de la commune[3].
- Lors de la scène de la fête du village, on entend successivement les morceaux "Julietta" de Sheila et "Le Sirop Typhon" de Richard Anthony